# گونجیام: تیمارستان تسخیرشده
گونجیام: تیمارستان تسخیرشده (انگلیسی: Gonjiam: Haunted Asylum; کره‌ای: 곤지암) یک فیلم ۲۰۱۸ ترسناک محصول کره جنوبی به کارگردانی جونگ بوم شیک است. این فیلم بر اساس یک بیمارستان روان‌پزشکی با همین نام است و وی ها-جون، پارک جی-هیون، اوه آه یون، مون یه وون، پارک سونگ هون، یو جه یون و لی سونگ ووک در آن بازی کردند. مرکز روایت داستان حول یک گروه مجموعهٔ اینترنتی ترسناک می‌چرخد که به یک تیمارستان متروکه برای پخش زنده، به منظور جلب نظرها و تبلیغات سفر می‌کنند.
در کره جنوبی، این فیلم در ۲۸ مارس ۲۰۱۸ و در ایالات متحده آمریکا در ۱۳ آوریل ۲۰۱۸ منتشر شد. این فیلم با موفقیت تجاری همراه بود، و همچنین سومین فیلم پربینندهٔ ترسناک در کره جنوبی پس از فیلم‌های داستان دو خواهر و تلفن است. بعدها، این فیلم در بیستمین جشنوارهٔ فیلم شرق دور اودینه نمایش داده شد.

## بازیگران
- وی ها-جون در نقش ها جون
- پارک جی-هیون در نقش جی هیون
- اوه آه یون در نقش آه یون
- مون یه وون در نقش شارلوت
- پارک سونگ هون در نقش سونگ هون
- یو جه یون در نقش جه یون
- لی سونگ ووک در نقش سونگ ووک
- پارک جی-آ در نقش مدیر بیمارستان

## تولید
این فیلم در بیمارستان سابق روان‌پزشکی گونجیام در گوانگجو، استان گیونگ‌گی رخ می‌دهد، که گفته می‌شود یکی از جن‌زده‌ترین مکان‌های کره است. در سال ۲۰۱۲، سی‌ان‌ان تراول این مکان را به عنوان یکی از «هفت تا از عجیب و غریب‌ترین مکان‌ها در کرهٔ زمین» انتخاب کرده‌است.
بیشتر صحنه‌های این فیلم در دبیرستان ملی دریانوردی در بوسان فیلم‌برداری شده‌است، و تیم تولید به‌طور دقیق پایبند به ساختمان بیمارستان واقعی بودند تا دقیقاً همان نمای بیرونی و راهروهای ساختمان را بازسازی کنند.

## مشاجره
پیش از انتشار این فیلم، صاحب این تیمارستان یک دادخواست علیه این فیلم که در سینماها نمایش داده شده بود، تشکیل داد و ادعا می‌کند که این فیلم تأثیرات منفی بر روی فروش این ساختمان خواهد گذاشت. با این حال، یک دادگاه در سئول در مارس ۲۰۱۸ به نفع نمایش این فیلم رای داد.